# 克羅地亞男子冰球代表隊
克罗地亚男子冰球代表隊是代表克罗地亚参加国际冰球联合会旗下冰球比赛的隊伍。它由克罗地亚冰球联合会组织負責管理。2015年，该队排名世界第26位。在2014年世界男子冰球錦標賽上，克罗地亚参加的是世界冰球錦標賽第一級的比赛。

## 外部鏈接
- 官方网站
- IIHF profile （页面存档备份，存于）